# 薩拉曼卡 (科隆區)
薩拉曼卡（西班牙語：Salamanca），是巴拿馬的城鎮，位於該國中部，由科隆省的科隆區負責管轄，面積194.4平方公里，海拔高度93米，2010年人口3,881，人口密度每平方公里20人。